# Hrabstwo Spink
Hrabstwo Spink (ang. Spink County) – hrabstwo w stanie Dakota Południowa w Stanach Zjednoczonych. Obszar całkowity hrabstwa obejmuje powierzchnię 1510,05 mil² (3911,01 km²). Według szacunków United States Census Bureau w roku 2009 miało 6554 mieszkańców.
Hrabstwo powstało w 1873 roku. Na jego terenie znajdują się następujące gminy (townships): Antelope, Athol, Belle, Plaine, Belmont, Benton, Beotia, Capitola, Clifton, Cornwall, Crandon, Exline, Garfield, Great Bend, Groveland, Harmony, La Prairie, Lake, Lincoln, Lodi, Olean, Prairie Center, Richfield, Spring, Sumner, Tetonka, Three Rivers, Union, Zell.

## Miejscowości
- Ashton
- Brentford
- Conde
- Doland
- Frankfort
- Mellette
- Northville
- Redfield
- Tulare
- Turton